# Superantígeno
Superantígenos(SAgs) são uma classe de antígenos capaz de causar ativação inespecífica de um grande número de células T que se multiplicam e liberam grandes quantidades de citocinas. São proteínas de 20 a 30KD, de origem bacteriana ou viral, endógena ou exógena, que podem desencadear ativação policlonal, febre, apoptose, doenças autoimunes, anergia ou deleção. A resposta do organismo pode levar a choque anafilático.
Enquanto um antígeno normal ativa 0,1% dos linfócitos T, um superantígeno é capaz de ativar até 20% e gerar uma reação autoimune fatal. A proteína não é processada pelos apresentadores de antígeno, se une apenas a cadeia V beta dos receptores TCR e não gera memória.

## Classificação
Podem ser classificados como endógenos (quando se integram ao genoma) ou exógenos (exotoxinas) e incluem:
- Estafilococos (especialmente Staphylococcus aureus:
  - Enterotoxina estafilocócica: A, B, C1, C2, C3, D e E
  - Toxina 1 del Síndrome del Shock Tóxico (TSST-1)
  - Toxina exfoliante
- Estreptococos: Proteína M e Exotoxina pirogênica A, B e C
- Mycoplasma artritidis: Mitógeno de Mycoplasma
- Clostridium perfrigens: Enterotoxina
- Yersinia enterocolitica e Yersinia pseudotuberculosis: Mitógeno de Yersinia
- Pseudomonas: Exotoxina A
- Mycobacterium tuberculosis: Superantígeno de Mycobacterium
- Toxoplasma gondii: Superantígeno de Toxoplasma
- HIV: gp120, gp41, p24, p7, p6
- Vírus da raiva: Cápside

## Patologias
Superantígenos podem causar desde doenças sistêmicas leves, dermatite atópica e intoxicação alimentar até doenças graves como Síndrome do choque tóxico, Síndrome de Kawasaki, psoríase, artrite reumatoide e encefalomielite alérgica.